# یانا درکاچ
یانا درکاچ (اوکراینی: Яна Володимирівна Деркач؛ زادهٔ ۱۰ ژوئیهٔ ۱۹۹۸) بازیکن فوتبال اهل اوکراین است.
وی همچنین در تیم‌های ملی فوتبال زنان اوکراین بازی کرده‌است.